# Žvirče
Žvirče – wieś w Słowenii, w gminie Žužemberk. W 2018 roku liczyła 122 mieszkańców.